# Dragonfire
Dragonfire (укр. Вогонь дракона) — британська технологія лазерної зброї. Вперше її було представлено публіці у 2017 році на конференції Defense and Security Equipment International (DSEI) у Лондоні. Його розробкою займається UK Dragonfire, спільна робота разом з MBDA UK, Leonardo UK, QinetiQ та Лабораторії оборонної науки та технологій. Як демонстрацію технології він використовуватиметься для оцінки лазерної зброї спрямованої енергії та її потенційного застосування у збройних силах Великобританії.

## Характеристики
Dragonfire використовує розроблену у Великій Британії технологію об'єднання променів для створення лазерного променя з підвищеною щільністю потужності, зменшеним часом ураження та збільшеною ефективною дальністю дії. Частково це досягається з допомогою використання десятків скловолокон, проте весь технічний підхід залишається засекреченим. Лазер та пов'язані з ним системи наведення, у тому числі електрооптична камера та другий лазер меншої потужності для візуалізації та супроводу, встановлені на турелі. Повідомляється, що лазер відноситься до класу 50 кВт і призначений для захисту наземних та морських цілей від таких загроз, як ракети та міномети. Його потреби в енергії можуть бути задоволені за допомогою системи зберігання енергії з маховиком (FESS), спільної інновації Великобританії та США, яка зараз перебуває в стадії розробки.
Великобританія планує розмістити високоенергетичну лазерну зброю, таку як Dragonfire, на борту майбутніх військових кораблів Королівського флоту, бронетехніки британської армії та винищувачів Королівських ВПС, включаючи BAE Systems Tempest.

## Оператори
- Велика Британія планує впровадити технологію не раніше 2027 року.

### Можливі оператори
- Україна — міністр оборони Великої Британії заявив що їх країна розглядає відправлення зброї Україні раніше, ніж вона буде прийнята на озброєння у Британії[4][5].